# Carlos Alfaro Moreno
Carlos Alejandro Alfaro Moreno (Buenos Aires, 18 d'octubre de 1964) és un exfutbolista argentí, que ocupava la posició de davanter.

## Trajectòria
Va iniciar la seua carrera el 1983 al Club Atlético Platense; el 1988 fitxa pel Club Atlético Independiente, on va ser una peça clau en el triomf al campionat 88/89. El 1989 va ser nomenat Jugador de l'Any de l'Argentina.
En aquesta època debuta amb la selecció albiceleste, amb qui disputa 11 partits entre 1988 i 1991, marcant dos gols. Amb el combinat nacional participa en els Jocs Olímpics de 1988 i a la Copa Amèrica de 1989.
El 1991 fitxa pel RCD Espanyol, però després d'una temporada recala al Palamós CF, de la Segona Divisió espanyola.
Retorna a Independiente a 1993, abans de fitxar per l'equatorià Barcelona Sporting Club. Amb aquest club s'imposa als campionats de 1995 i de 1997. Aquest darrer any el finalitza a Mèxic, on milita al Club América i CF Atlante abans d'encetar un segon període al Barcelona SC.
L'any 2000, retorna al seu país per jugar amb el Ferro Carril Oeste a l'Apertura 2000. De nou al Barcelona SC, es retira al quadre equatorià el 2002.